# Шеридан (окръг, Канзас)
Вижте пояснителната страница за други значения на Шеридан.
Окръг Шеридан (на английски: Sheridan County) е окръг в щата Канзас, Съединени американски щати. Площта му е 2323 km², а населението - 2591 души. Административен център е град Хокси.